# Opiniepeiling
Een opiniepeiling is een procedure waarmee een organisatie de mening (opinie) van belanghebbenden in kaart probeert te brengen. Opiniepeilingen kunnen op tal van manieren ten uitvoer worden gebracht, bijvoorbeeld:
- enquête, telefonisch of via internet
- interviews
- handopsteking tijdens een vergadering

Een opiniepeiling heeft doorgaans niet dezelfde consequenties als een stemming of referendum.

## Afwijkingen
De foutmarge die bij een (grote) opiniepeiling vermeld wordt, is een zuiver statistisch gegeven dat enkel op basis van de steekproefgrootte berekend wordt. Het houdt geen rekening met de kwaliteit van de peiling of het peilingsproces, noch met het antwoordgedrag van de ondervraagden.
De afwijking van de werkelijkheid is vaak aanzienlijk groter; een frappant voorbeeld daarvan zijn exitpolls die tijdens of na een verkiezing gepubliceerd worden.
Invloedrijke, maar weinig zichtbare factoren, zoals demografie en ondervragingswijze, kunnen het resultaat, gewild of ongewild, zeer sterk beïnvloeden.

## Internetpeilingen
Opiniepeilingen worden vaak via internet gehouden, ten opzichte van de (telefonische) enquête. De enquêtemethode is minder arbeidsintensief en de resultaten zijn sneller binnen. Nadeel van deze vorm van enquêteren is dat de groep waaruit een steekproef genomen wordt, niet altijd even representatief is voor de hele populatie. Ten eerste zijn ouderen, laag opgeleiden en allochtonen minder op het internet aanwezig. Daarnaast is het invullen van een internetpeiling geheel vrijblijvend, en vooral de meer in het onderwerp geïnteresseerde personen zullen de enquête invullen.
Jelke Bethlehem, methodoloog bij het CBS formuleerde het peilen via internet als: Je probeert iets te zeggen over een populatie vissen in twee vijvers, door een steekproef te nemen uit één vijver, en dan alleen van de vissen die uit het water springen.

## Voetnoten
1. ↑  "Kleinste steekproef gaf beste voorspelling" (artikel n.a.v. de Tweede Kamerverkiezingen 2006), Mark van Baal, Technisch Weekblad, 2 december 2006